# TRNK (guanin37-N1)-metiltransferaza
TRNK (guanin37-1)-metiltransferaza (EC 2.1.1.228, TrmD, tRNK (m1G37) metiltransferaza, transfer RNK (m1G37) metiltransferaza, Trm5p, TRMT5, tRNK-(N1G37) metiltransferaza, MJ0883 (gen)) je enzim sa sistematskim imenom S-adenozil-L-metionin:tRNK (guanin37-1)-metiltransferaza. Ovaj enzim katalizuje sledeću hemijsku reakciju
-adenozil--metionin + guanin37 u tRNK {\displaystyle \rightleftharpoons } -adenozil-L-homocistein + N1-metilguanin37 u tRNK
Ovaj enzim je važan za održavanje korektnog okvira čitanja tokom translacije. Za razliku od TrmD iz Escherichia coli, koji preferentno prepoznaje G36pG37 motif, ljudski enzim (kodiran TRMT5 genom) takođe metiluje inozin u poziciji 37.

## Literatura
- Nicholas C. Price; Lewis Stevens (1999). Fundamentals of Enzymology: The Cell and Molecular Biology of Catalytic Proteins (Third изд.). USA: Oxford University Press. ISBN 019850229X.
- Eric J. Toone (2006). Advances in Enzymology and Related Areas of Molecular Biology, Protein Evolution (Volume 75 изд.). Wiley-Interscience. ISBN 0471205036.
- Branden C; Tooze J. Introduction to Protein Structure. New York, NY: Garland Publishing. ISBN 0-8153-2305-0.
- Irwin H. Segel. Enzyme Kinetics: Behavior and Analysis of Rapid Equilibrium and Steady-State Enzyme Systems (Book 44 изд.). Wiley Classics Library. ISBN 0471303097.

## Spoljašnje veze
- TRNA+(guanine37-N1)-methyltransferase на 